# Euphausia vallentini
Euphausia vallentini är en kräftdjursart som beskrevs av Stebbing 1900. Euphausia vallentini ingår i släktet Euphausia och familjen lysräkor. Inga underarter finns listade i Catalogue of Life.